# Editorial Universidad de Sevilla
La Editorial Universidad de Sevilla (UES) es una editorial española registrada por la Universidad de Sevilla en el año 2015, como transformación de su Secretariado de Publicaciones, creado en el año 1938. Su catálogo contiene unos 1500 títulos (con ediciones impresas y digitales), referentes a las diferentes áreas del conocimiento científico, así como resultado de la proyección de la actividad cultural y docente. 
Forma parte de la Unión de Editoriales Universitarias Españolas (UNE) desde la fundación de ésta.

## Historia
La Editorial Universidad de Sevilla fue fundada en 1938, en plena Guerra Civil, como Secretariado de Publicaciones de la Universidad de Sevilla, por iniciativa de Francisco de Pelsmaeker e Iváñez, catedrático de Derecho Romano, y refundada en 2015 como Editorial Universidad de Sevilla, siendo director Antonio F. Caballos Rufino, catedrático de Historia Antigua de esta Universidad. En la actualidad, está dirigida por el catedrático de Arqueología, D. José Beltrán Fortes. La Editorial está ubicada en el barrio El Porvenir, en la calle de este mismo nombre, n.º 27, sede de la antigua fábrica de ácido carbónico líquido "La Coromina Industrial", uno de los más notables ejemplos de arquitectura industrial regionalista, diseñado en 1917 por Aníbal González Álvarez-Ossorio.

## Dimensión editorial en cifras
La Editorial Universidad de Sevilla Archivado el 11 de agosto de 2015 en Wayback Machine. dispone en la actualidad de un fondo catalogado de 1.500 títulos, contando con 250 000 volúmenes en distribución, mientras que sus revistas científicas de acceso libre en formato digital contabilizaron en 2014, sólo ya desde la plataforma Dialnet, un total de más de 1 650 000 visitas. En los últimos dos años ha ampliado complementariamente su atención al ámbito digital, en el que se contabilizan ya 177 títulos. 	

## Colecciones y series
Humanidades
- Arte
- Filosofía
- Filosofía y letras
- Historia de la universidad de Sevilla
- Historia y geografía
- Lingüística
- Literatura
- Música
- Novela
- Premios literarios, novela corta
- Premios literarios, poesía
- Premios literarios, teatro
- Spal monografías arqueología

Ciencias, técnicas y ciencias de la salud
- Arquitectura
- Arquitectura, textos doctorados del IUACC
- Ciencias
- Ciencias de la salud
- Farmacia
- Ingeniería
- Ingeniería, colección monografías de la ETSI

Ciencias jurídicas, económicas y sociales
- Ciencias de la comunicación
- Ciencias de la educación
- Ciencias económicas y empresariales
- Ciencias sociales
- Cultura viva
- Derecho
- Derecho, Instituto García Oviedo

Colecciones
- Actas
- Biblioteca universitaria
- Colección abierta
- Colección americana
- Colección bibliofilia
- Colección de bolsillo
- Colección Kora
- Divulgación científica
- Ediciones especiales
- Manuales universitarios
- Premios Focus-Abengoa y Premio Javier Benjumea
- Premios historia ateneo de Sevilla
- Real Academia Sevillana de Buenas Letras
- Serie filosofía y psicología
- Sostenibilidad
- Tauromaquia
- Textos institucionales

## Revistas científicas
Arquitectura
- Proyecto, progreso, arquitectura
- Hábitat y sociedad

Ciencias
- Imagen-A

Ciencias de la comunicación
- Revista científica de información y comunicación

Ciencias de la educación
- Revista Fuentes
- Pixel-Bit
- Cuestiones Pedagógicas
- CAUCE (Revista de Filología y su didáctica)

Ciencias sociales
- Anduli

Derecho
- Anuario de derecho europeo araucaria: revista iberoamericana de filosofía, política y humanidades

Filología
- Revista de Estudios Norteamericanos
- Philologia Hispalensis
- Habis
- ELIA: Estudios de Lingüística Inglesa Aplicada

Filosofía
- Araucaria: Revista Iberoamericana de Filosofía, Política y Humanidades
- Differenz. Revista internacional de estudios heideggerianos y sus derivas contemporáneas
- THÉMATA. Revista de Filosofía
- Fragmentos de Filosofía
- Cuadernos sobre Vico
- Argumentos de Razón Técnica

Historia
- Temas Americanistas
- SPAL
- Revista de Historia Contemporánea
- Revista de Estudios Andaluces
- Laboratorio de Arte
- Historia. Instituciones. Documentos
- Habis